# Evenaar (tuigage)

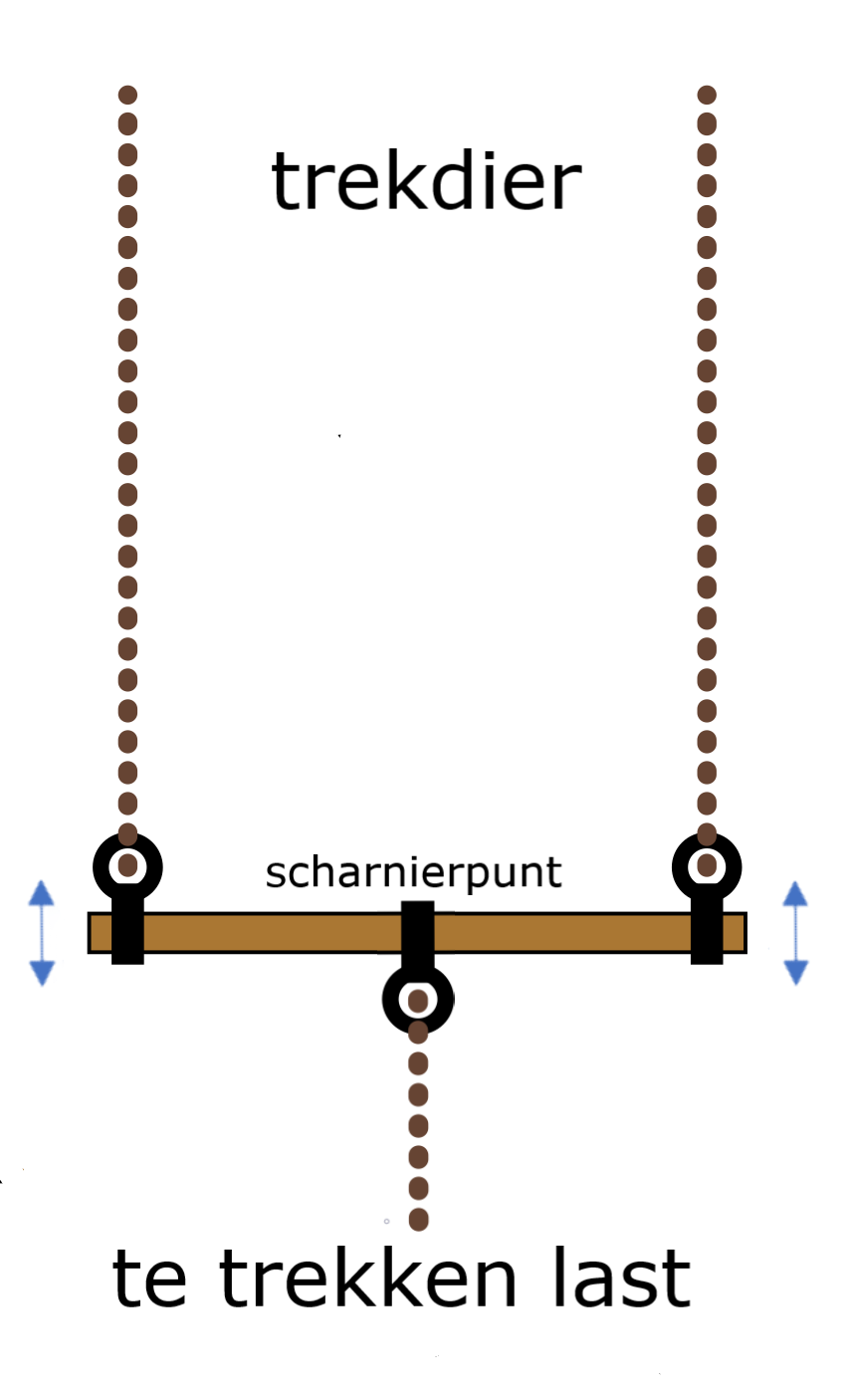
Door om het scharnierpunt te draaien houdt de evenaar de krachten waarmee het trekdier links en rechts trekt met elkaar in evenwicht.

Een evenaar is een korte beweeglijke ijzeren stang of houten balk die twee krachten met elkaar in evenwicht houdt. De evenaar wordt toegepast bij het verplaatsen van lasten door trekdieren. De twee krachten die 'vereffend' worden, kunnen de krachten zijn van de strengen waarmee het dier trekt of, als er sprake is van meerdere dieren, de krachten van twee andere evenaars. 

## Soorten evenaars
Afhankelijk van de plaats in de opstelling of van de manier waarop de evenaar aan de last is gekoppeld, kunnen drie soorten evenaar worden onderscheiden.

#### Haamhout
De evenaar die direct met het trekdier verbonden is, wordt ook wel 'haamhout' genoemd. De twee strengen van het dier worden vastgemaakt aan de uiteinden van het haamhout. De te trekken last wordt met een ring, ketting of riem vastgemaakt in het midden van het haamhout. Dat punt functioneert als scharnierpunt. Als het dier loopt trekken de schouders afwisselend om het hardst en draaien daarbij iets naar voren. De evenaar draait dan zodanig om het scharnierpunt heen en weer dat beide strengen strak blijven waardoor de trekkrachten van de twee strengen steeds met elkaar in evenwicht zijn. Ook in een bocht houdt de evenaar de trekkrachten in de strengen in balans.

#### Zweng of zwenghout
Als er sprake is van een span van trekdieren worden sets gebruikt van meerdere, aan elkaar gekoppelde evenaars. Twee haamhouten worden steeds verbonden met een derde evenaar, die vaak zweng of zwenghout genoemd wordt. Een zweng is zwaarder van structuur dan een haamhout. Bij structureel ongelijke krachten moet het scharnierpunt niet precies in het midden van de zweng gepositioneerd zijn, maar links of rechts daarvan. Sommige zwengen hebben daartoe een vast of instelbaar asymmetrisch koppelpunt.

#### Vaste evenaar
Een evenaar die direct op het te trekken object wordt gemonteerd, wordt wel aangeduid als 'vaste evenaar'. De vaste evenaar wordt bijvoorbeeld toegepast bij rosmolens.

## Andere namen
Bartels behandelt de evenaar en de zwengen in zijn standaardwerk Het Aangespannen Paard als onderdelen van het rijtuig. Hij benoemt ze als de 'vaste regel' of 'evenaar' (aan het rijtuig) met 'losse zwengen', te weten: het 'groot zweng' en de 'kleine zwengen'. Hij noemt apart daarvan het 'Juckerzweng' als het voorzweng voor een vierspan. 
Overige lokaal gebruikte namen in dit verband zijn onder andere: achterhout, eemter, haamhout, oosthout, spoorstok, zwenge, zwengel, zwengelhout, zwenk, zwing, zwingelhout.

## Galerij

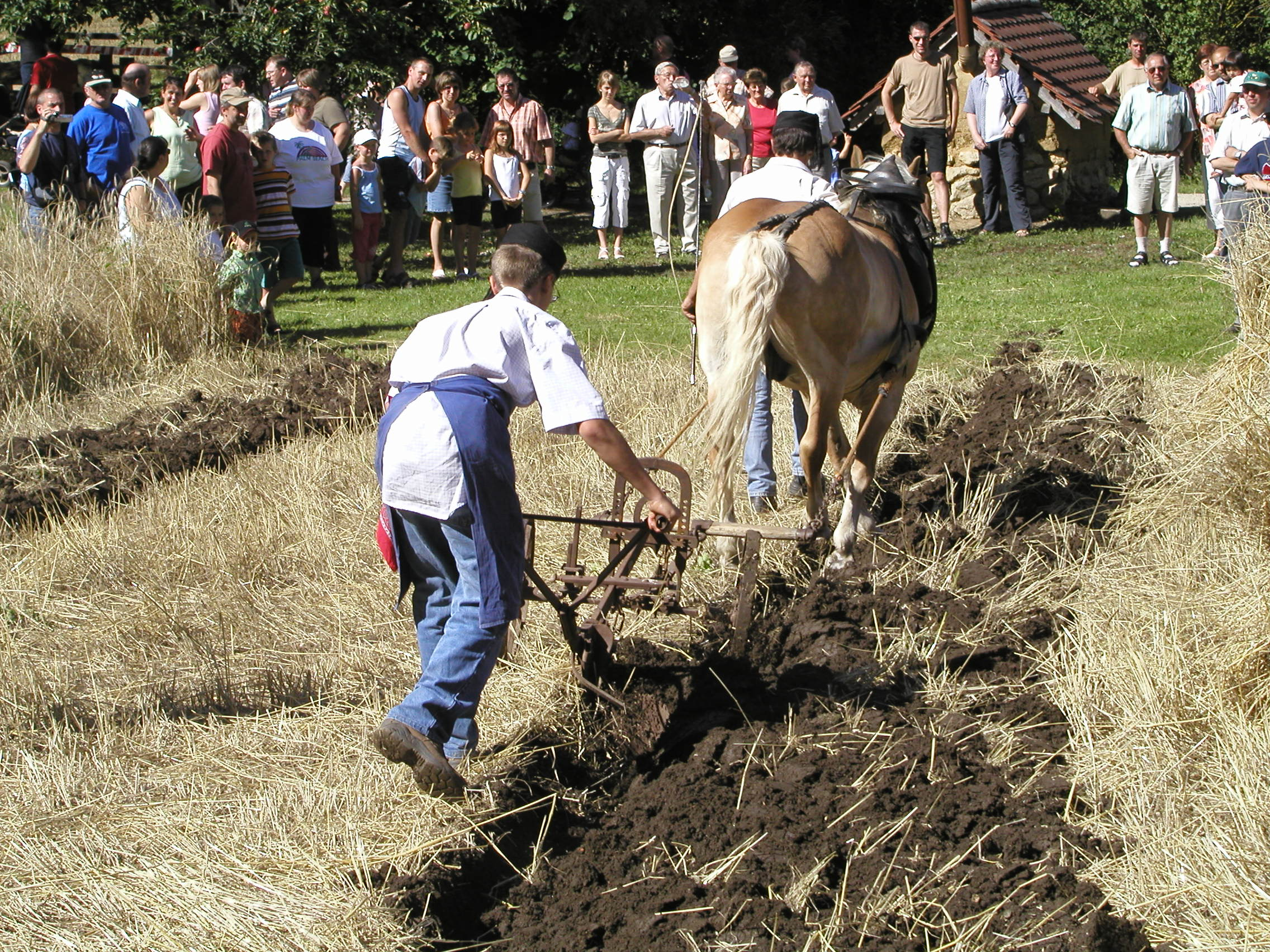
Een houten evenaar tussen het paard en de ploeg.
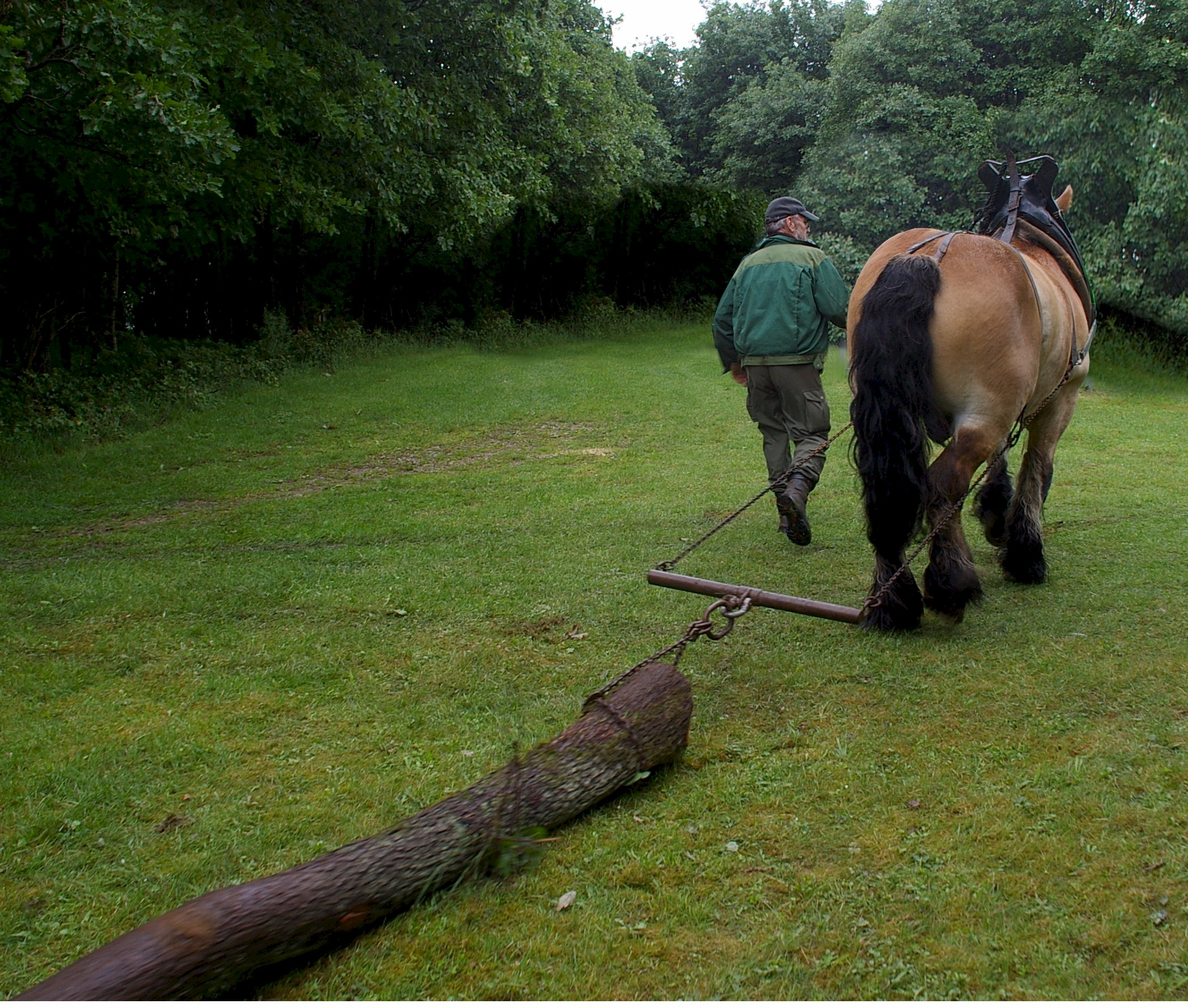
Een paard tekt een boomstam via een evenaar.
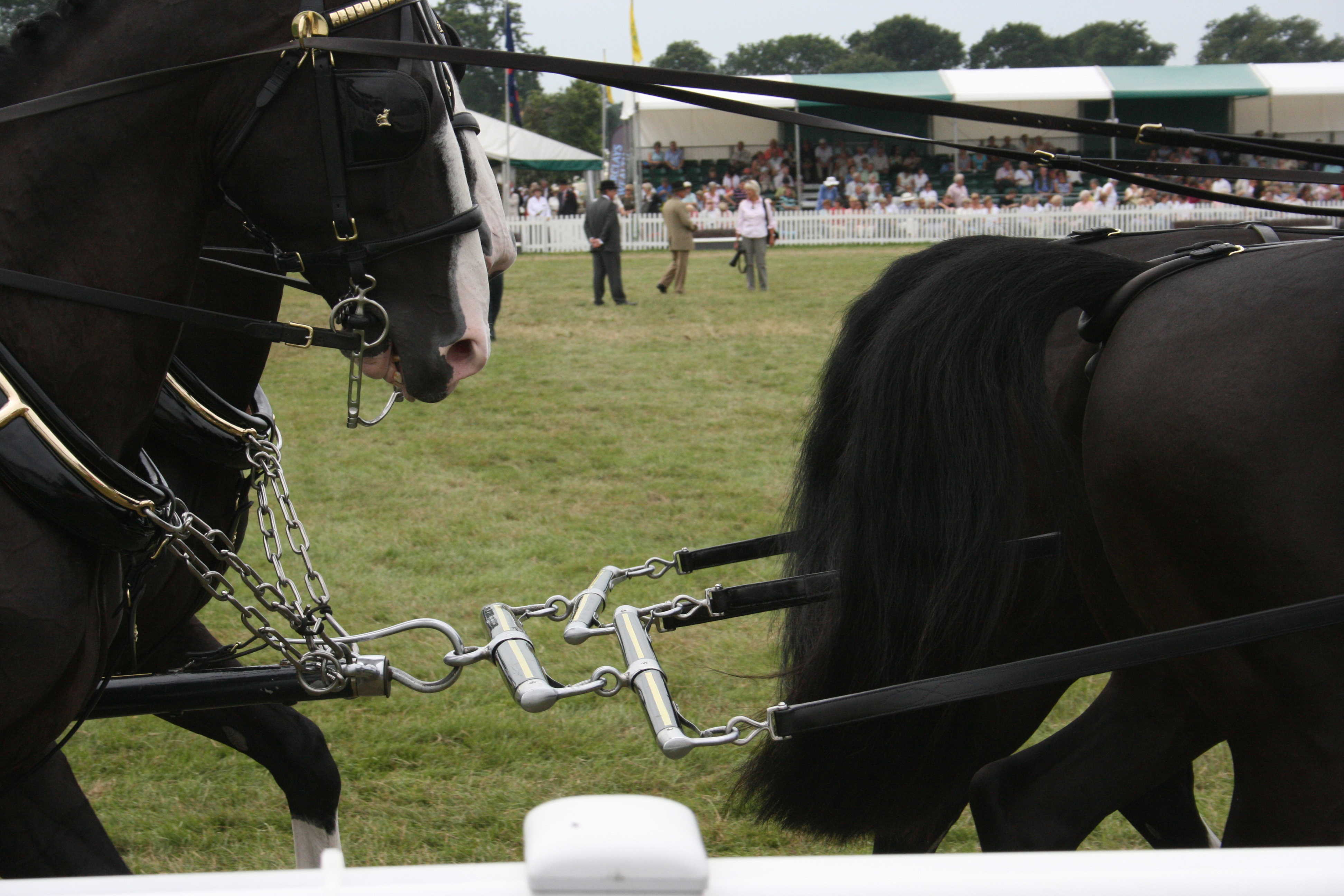
Een metalen set van drie evenaars (twee haamhouten en een zwengel) voor de twee leiders van een vierspan. De zwengel is aan een dissel gehaakt.
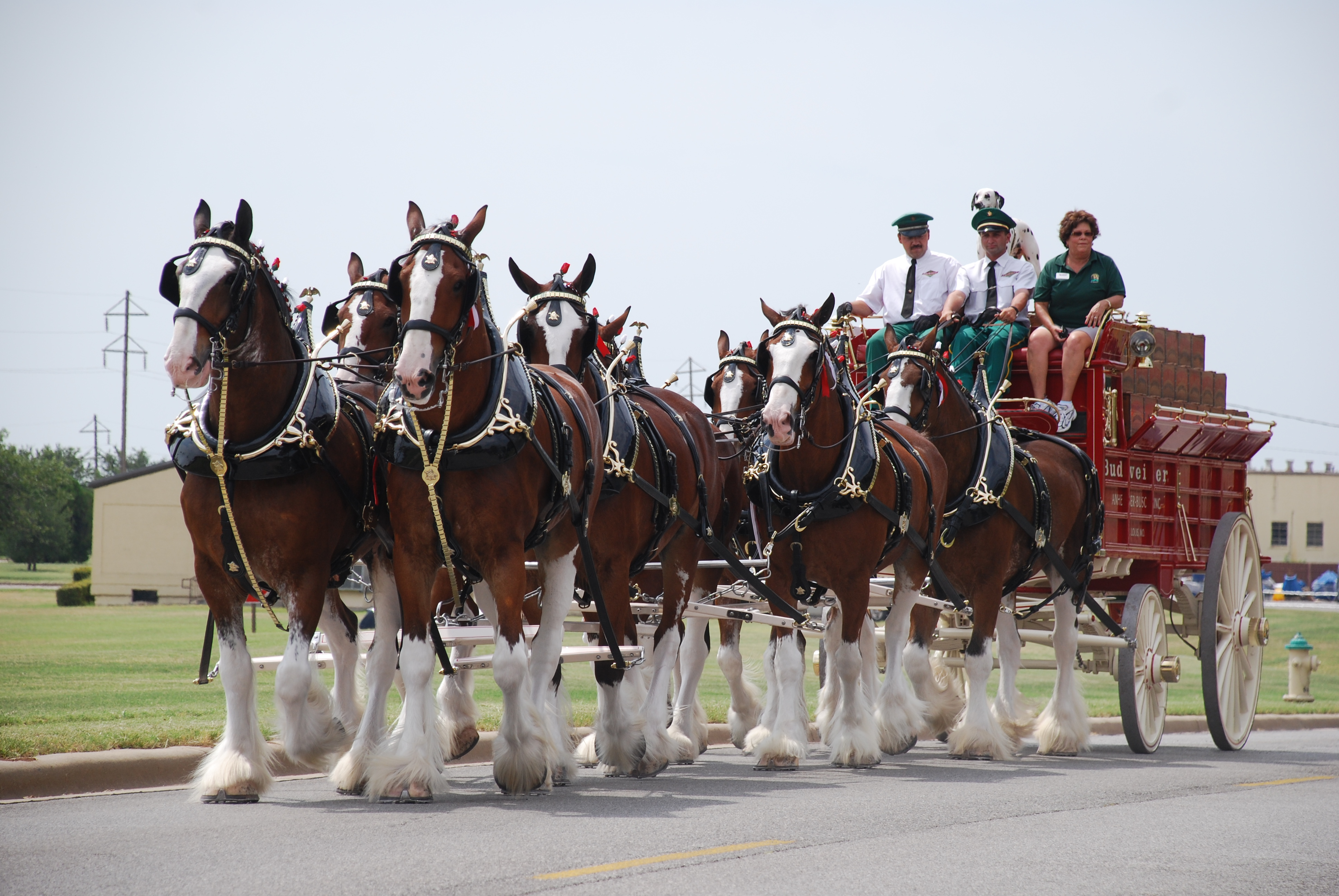
Een achtspan. Ook hierbij trekken telkens twee paarden een set van drie evenaars die aan een dissel is gehaakt.
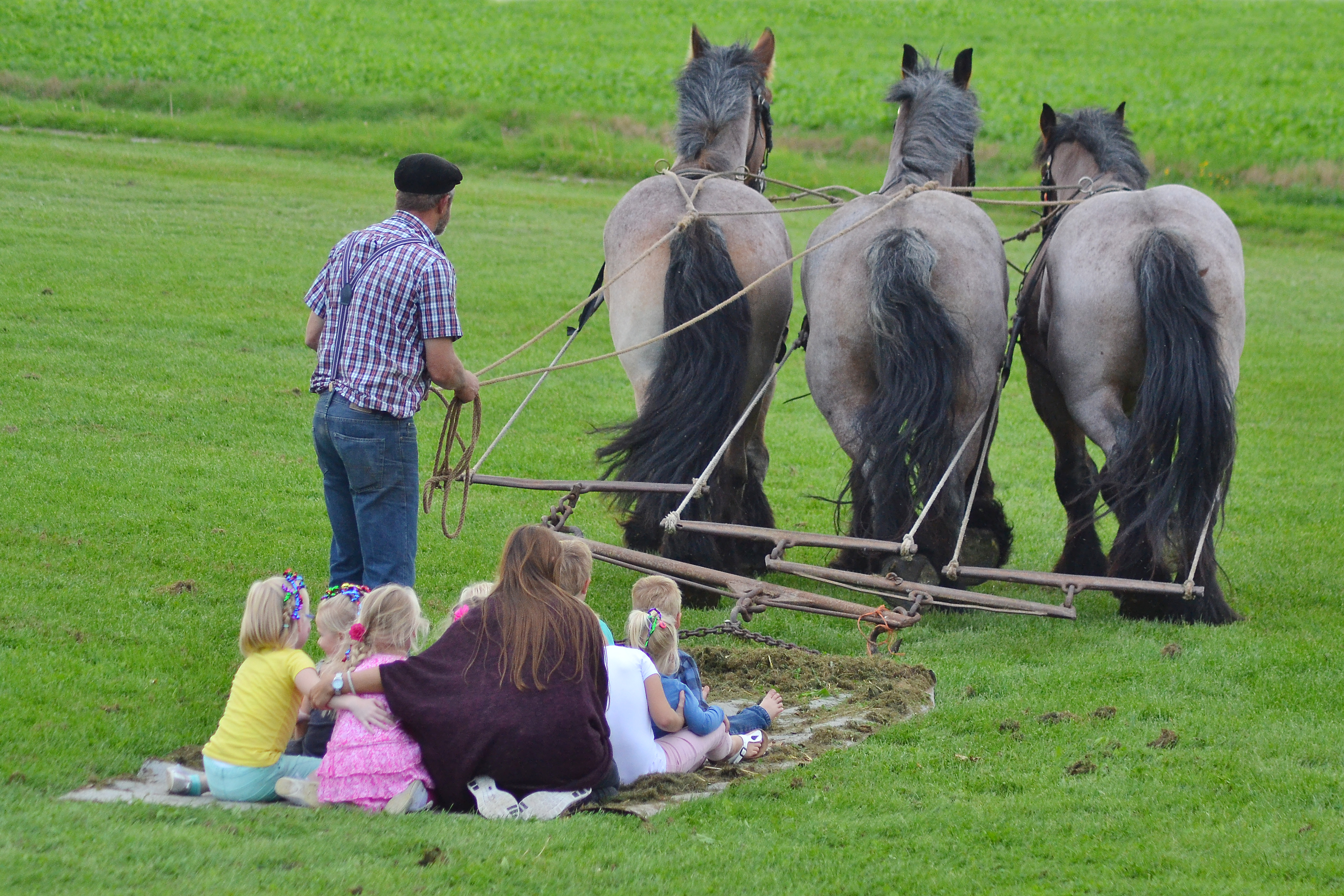
Een set van vijf evenaars (drie haamhouten, een kleine en een grote zwengel) achter een driespan, met het scharnierpunt van de achterste zwengel op 1/3 van rechts.
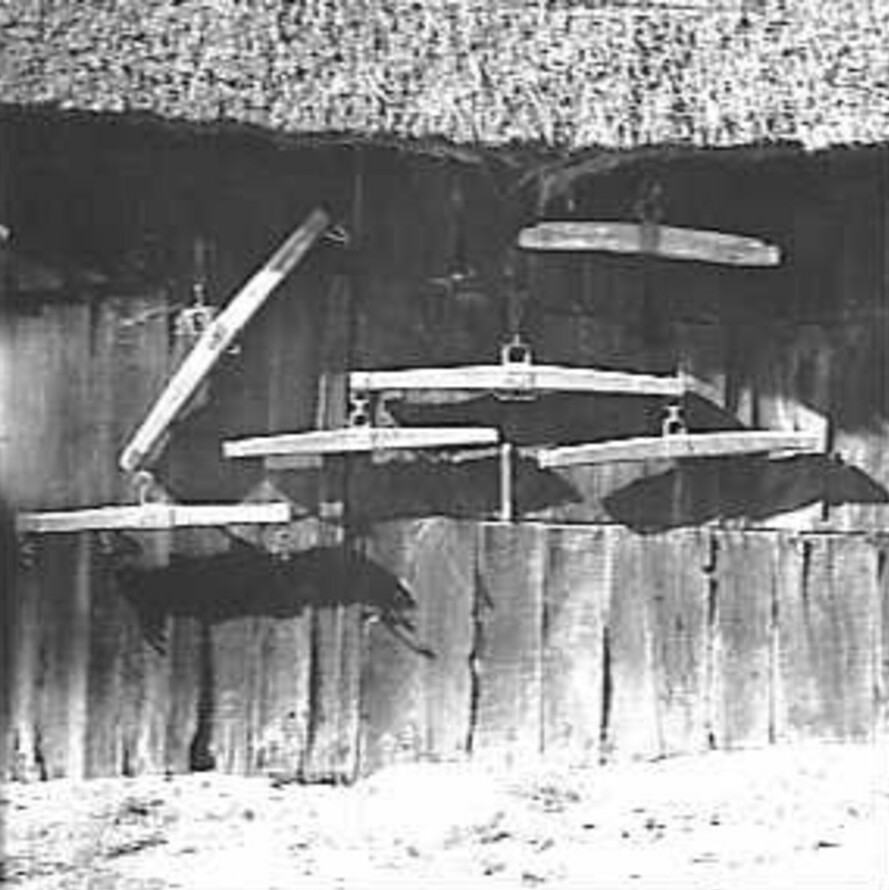
Evenaars tegen een achtergevel te Orvelte, met rechts onderaan een zwengel met twee haamhouten.
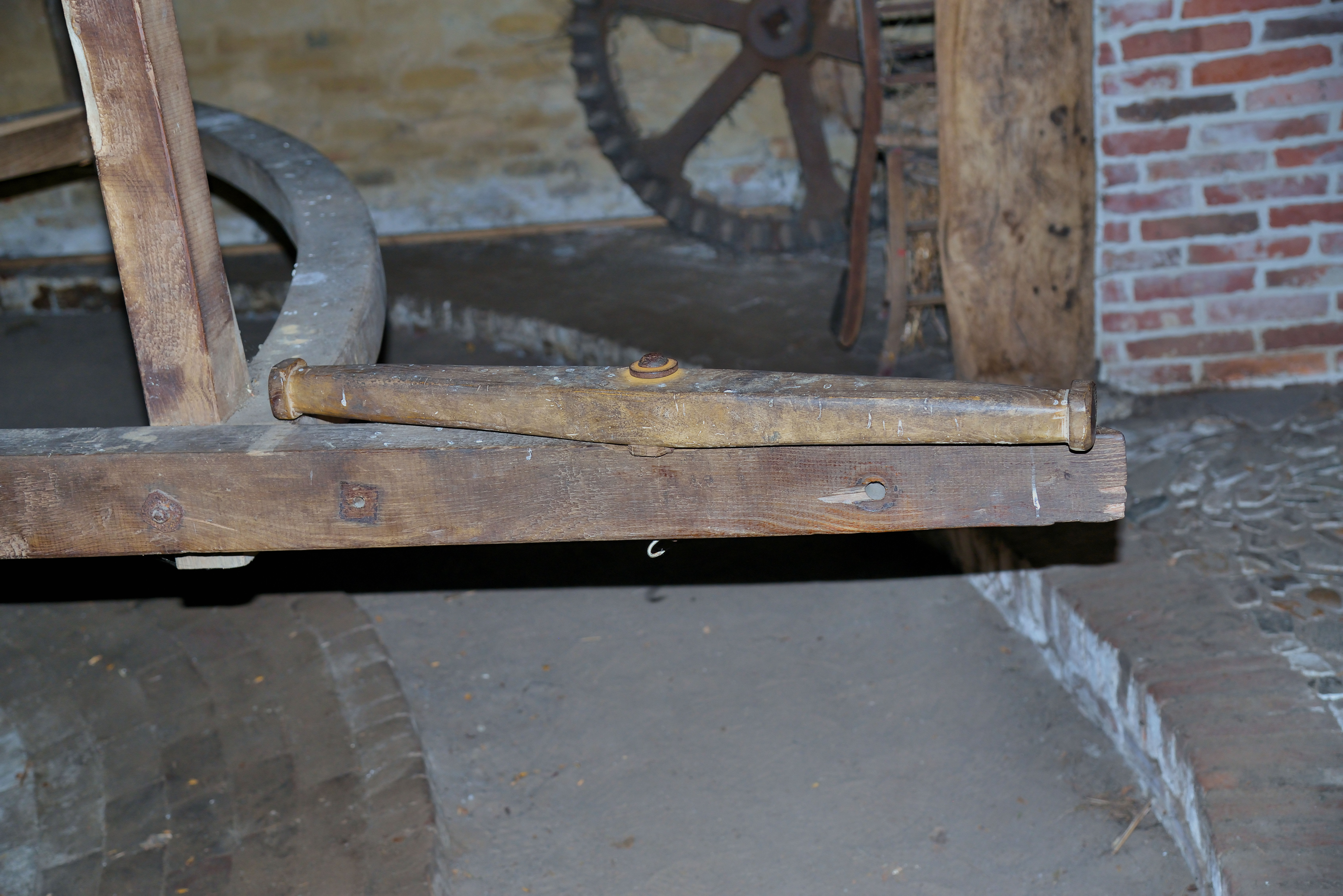
Een vaste evenaar in de rosmolen van Erve Kots.